# Banavase, Channarayapatna
Banavase là một làng thuộc tehsil Channarayapatna, huyện Hassan, bang Karnataka, Ấn Độ.